# The X-Files: Resist or Serve
The X-Files: Resist or Serve es un videojuego de terror para PlayStation 2 (el juego iba a aparecer también para Xbox pero fue cancelado) y está basado en la serie de televisión The X-Files. Este es el segundo juego basado en la serie, tras The X-Files: The Game.

## Argumento
Sirviendo como tres nuevos episodios situados durante la séptima temporada, el juego muestra a los Agentes Especiales del FBI Fox Mulder (interpretado por David Duchovny) y Dana Scully (interpretada por Gillian Anderson) en su viaje por un pequeño pueblo situado en las Montañas Rocosas para investigar el origen de extraños asesinatos sin resolver. Avistamientos de apariciones fantasmales, zombis y evidencias de presencia extraterrestre les conducen a la persecución de un asesino "inhumano". Durante el curso de la historia, la persecución de Mulder y Scully les conduce a un remoto lugar de Rusia a descubrir una misteriosa nave espacial semi-enterrada. El jugador puede escoger entre encarnar a Mulder o Scully para tratar por separado de evitar una colonización alienígena de la Tierra.

## Características
El juego cuenta con la característica música de la serie compuesta por Mark Snow, al igual que con las voces originales de los actores del programa. Además, se incluye gran cantidad de contenido extra junto al juego en forma de "detrás de las escenas" (característica cómica que muestra a varios actores masculinos con los labios pintados de rojo brillante mientras grababan sus frases, una práctica habitual utilizada para obtener una mejor pronunciación y una voz crispada) y comentarios de la serie. El juego continúa el canon establecido por The X-Files, incluyendo la temática de la colonización extraterrestre y el "Cáncer Negro". El jugador también investigara en diversos lugares de la serie, como la oficina del FBI, el edificio del apartamento de Mulder, y el campamento ruso donde Mulder y Alex Krycek fueron expuestos al Cáncer Negro. Muchos de los personajes principales y secundarios de la serie aparecen, incluyendo a Skinner, Kersh, los Pistoleros Solitarios, Krycek y el Fumador.

## Personajes
- Fox Mulder (David Duchovny), agente del FBI asignado a los expedientes X.
- Dana Scully (Gillian Anderson), agente del FBI asignada a los expedientes X.
- Walter Skinner (Mitch Pileggi), director adjunto del FBI y supervisor de la sección de los expedientes X.
- Lone Gunmen (Tom Braidwood, Dean Haglund, Bruce Harwood), es un grupo antisistema.
- Alex Krycek (Nicholas Lea), antiguo agente del FBI, ahora agente del Sindicato.
- El fumador (William B. Davis), también llamado C.G.B. Spender, es el jefe del Sindicato.

- Marita Covarrubias (Laurie Holden).

## Escenarios del videojuego

### Con el personaje de Fox Mulder
Episodio 1: "Renascence"
- Red Falls
- Briar Lake

Episodio 2: "Resonance"
- FBI Headquarters
- Mulder’s Apartment

Episodio 3: "Reckoning"
- Tunguska
- Monastery

### Con el personaje de Dana Scully
Episodio 1: "Renascence"
- Red Falls
- Briar Lake

Episodio 2: "Resonance"
- FBI Headquarters
- Roush Biotechnologies

Episodio 3: "Reckoning"
- Tunguska
- Monastery

## Guiños a la Serie
Durante el juego, encontrarás un montón de referencias a la serie.
Episodio 1: "Renascence"
- Los nombres de las calles son títulos de los capítulos de la serie.
- El BAR “DOUBLE DEUCE” posee unas recreativas, al acercarte a ellas, podrás mirar los registros de puntuación. Observaras que todos tienen las mismas siglas "DPO", pertenece a "Darin Peter Oswald", el chico eléctrico que estaba enamorado de su profesora y cuya historia es contada en el episodio 3, de la tercera temporada, con el nombre "D.P.O".
- En el videoclub encontrarás también pósteres de varios de los capítulos. Aunque lo más divertido son los comentarios al entrar en la sección de los adultos. Dana dirá que la colección de Mulder es mucho mayor; y Mulder dirá que falta una de sus cintas favoritas. Uno de sus aficiones es el cine porno.
- El mismo nombre del videoclub, “Wetwired”, hace referencia a uno de los capítulos de la serie, que hablaba de anuncios subliminales.
- El ordenador que usara Scully, tiene los nombres de la gente que ha desarrollado el juego, con excepción de Wilson.
- Los puntos para guardar, están creados con dos trozos cruzados de cintas aislantes. Es la misma forma que usaba Mulder, para comunicarse con el agente secreto "Mr. X"

Episodio 2: "Resonance"
- Verás a varios personajes que han aparecido en la serie por los corredores del FBI, como a Chuck Burks o Alvin Kersh.
- No podía faltar el despacho de Mulder, con el póster que dice “I want to Believe” colgado de la pared.
- Cuando regresas a tu despacho, ¿qué crees que es lo que recoges de los ficheros? Pues el aperitivo favorito de Mulder: ¡las pipas SunFlower! Que además, te servirán para recuperar las energías como lo haría un botiquín.
- El apartamento de Mulder es igualito al de la serie: el acuario de peces, las cintas de vídeo por el suelo, el balón de baloncesto, el pasillo, el ascensor...
- Cuando juegas con Scully y examinas el disco de Mulder, puedes ver imágenes que se corresponden con el episodio que en la serie sigue al del juego.

Episodio 3: "Reckoning"
- En el Laboratorio de Tunguska 10, verás una fotografía en un monitor cerca de la entrada del popular enemigo Flukeman, que aparecía en la segunda temporada de la serie televisiva.
- La nave espacial a la que llega Mulder es muy parecida a la del largometraje cinematográfico que se hizo basándose en la serie de TV, ¿o no recuerdas las cápsulas con los humanos dentro?

## Consejos
- Los objetos del entorno que puedas recoger se iluminaran cuando los apuntes con la linterna. Asegúrate siempre de utilizar la linterna en sitios oscuros para no pasar por alto información vital.
- Además de iluminar lo que te rodea, la linterna también puede utilizarse para cegar a los enemigos por unos instantes. Así, los agentes tendrán el tiempo suficiente para escapar de un único enemigo o de una multitud abrumadora.
- No te olvides de registrar los cadáveres de los enemigos que mates y los que encuentres por el camino. Si Mulder o Scully se encuentran cerca de un cadáver que tiene algo útil, como munición extra o salud, aparecerá el icono "X".
- Cuando este a tu lado tu compañer@, deja que sea el/ella quien se encargue de eliminar a los enemigos, ya que su munición es infinita. Eso si, vigila que no le dañen demasiado, porque no es inmortal.
- Para incentivar a tu compañer@ a disparar a los monstruos, equípate con un arma y a una distancia prudencial del enemigo, dedícate a dar golpes físicos al aire, acto seguido veras como tu compañer@ se pone a disparar balas al enemigo.
- A medida que recibas daño, la ropa del personaje se deteriorada y su forma de andar ira cambiando. Así que vigílalo.
- En el último episodio, la agente Scully portara una caja de plomo, que contiene un Fragmento de un artefacto alienígena. Este Fragmento es muy tóxico, y si llegases a sacarlo de la caja, provocara que tu salud se deteriore. En caso de que lo liberes por equivocación de la caja de plomo, combina el Fragmento con la caja, y este se guardara de nuevo. Solo deberás utilizarlo al final del juego, cuando te encuentres el incompleto Artefacto Alienígena.

## Trucos
Ve a la sección de "Trucos", que se haya dentro del menú "Opciones", e introduce el siguiente tecleado secuencial, para desbloquear cada apartado:
- Invencibilidad: ↑, Cuadrado, Círculo, X, ↓.
- Grenade Bullets: X, Círculo, Cuadrado, L2, R2.
- Munición infinita: L1, L2, X, R2, R1.
- Un impacto mata: Círculo, L2, ↓, R1, X.
- Todos los niveles: R2, →, L2, ↑, Cuadrado.
- Todos los actos: R2, →, L1, ↑, Cuadrado.
- Todos los extras y bonus: ←, R1, L1, ↓, Círculo.